# Talitay
Talitay (Sultan Sumagka)  is een gemeente in de Filipijnse provincie Maguindanao op het eiland Mindanao. Bij de laatste census in 2007 had de gemeente bijna 22 duizend inwoners.

## Geografie

### Bestuurlijke indeling
Talitay is onderverdeeld in de volgende 9 barangays:
| - Bintan - Gadungan - Kiladap - Kilalan - Kuden | - Makadayon - Manggay - Pageda - Talitay |

## Demografie
Talitay had bij de census van 2007 een inwoneraantal van 21.964 mensen. Dit zijn 4.938 mensen (29,0%) meer dan bij de vorige census van 2000. De gemiddelde jaarlijkse groei komt daarmee uit op 3,58%, hetgeen hoger is dan het landelijk jaarlijks gemiddelde over deze periode (2,04%). Vergeleken met de census van 1995 is het aantal mensen met 7.808 (55,2%) toegenomen.

De bevolkingsdichtheid van Talitay was ten tijde van de laatste census, met 21.964 inwoners op 62,96 km², 348,9 mensen per km².